# Stefanie Zweig

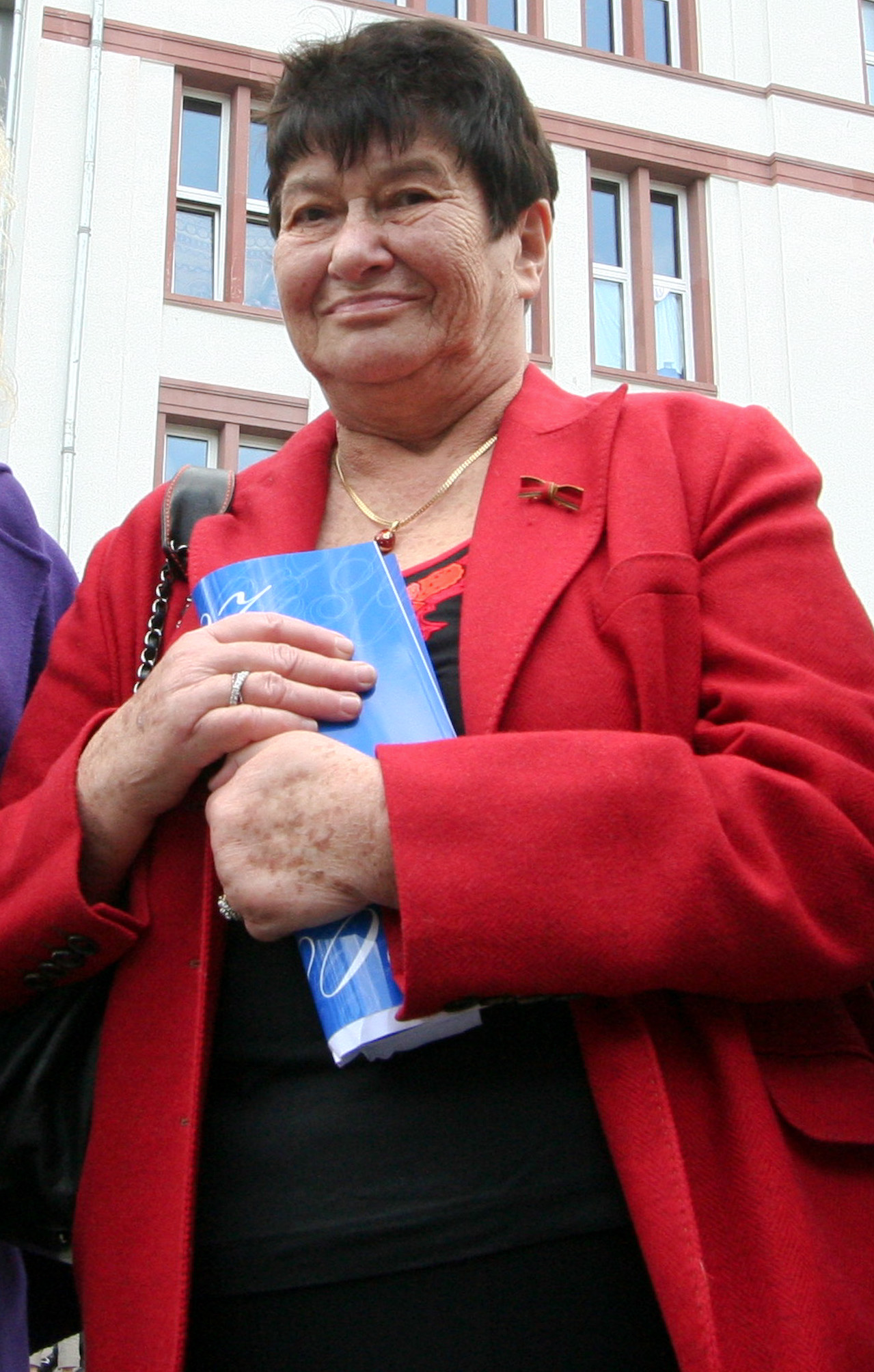
Stefanie Zweig, 2008.

Stefanie Zweig, född 19 september 1932 i Leobschütz, Oberschlesien, Fristaten Preussen, död 25 april 2014 i Frankfurt am Main, var en tysk-judisk författare. Stefanie Zweig är mest känd för sin självbiografiska roman Nirgendwo in Afrika (Ingenstans i Afrika, 1998), baserad på hennes tidigare liv i Kenya.  blev filmatiserad och vann 2003 en Oscar för bästa utländska film. 

## Liv och arbete
År 1938 flydde Stefanie Zweigs judiska familj Nazityskland till Kenya. Medan hon var där gick hon i en engelsk internatskola. Hon lämnade Kenya 1947 vid 15 års ålder då hennes far fick arbete som domare i Västtyskland.
Sina tidiga år berättar hon om i sin självbiografi Irgendwo in Deutschland (Någonstans i Tyskland). Hennes första bok om Afrika var Ein Mundvoll Erde (En mun full av jord, 1980). Den vann ett antal priser, och beskriver en förälskelse med en kĩkũyũpojke. Hon levde resten av sitt liv i Frankfurt am Main, och har sålt över 7,5 miljoner böcker.